# Afrikaanse maraboe
De Afrikaanse maraboe (Leptoptilos crumenifer) is een bijzonder groot lid van de ooievaarfamilie.

## Kenmerken
Deze standvogel heeft een vrijwel kale, vuilroze kop met een hangende krop, een grote gelige snavel, zwarte vleugels en staart en een grijszwart en wit lijf. In tegenstelling tot andere ooievaars vliegen zij met ingetrokken hals. De naakte halszak is met lucht gevuld en verbonden met de neusholte. Ze hebben een vleugelspanwijdte van ongeveer 2,60 meter. De lichaamslengte bedraagt 120 tot 150 cm en het gewicht 5 tot 9 kg.

## Voedsel
Maraboes zijn grotendeels aaseters en worden vaak in gezelschap van gieren aangetroffen. Zij verkeren meestal in gezelschap van een paar soortgenoten, maar komen soms ook in grote groepen bijeen. Ze broeden in kolonies en bouwen hun omvangrijke nesten in grote bomen, vaak dicht bij de mensen in de dorpen. Maraboes eten allerlei soorten dieren, dood of levend. Zo eten ze bijvoorbeeld vissen, sprinkhanen, kikkers en muizen, maar ook krokodilleneieren en vogelkuikens.

## Verspreiding
Deze soort komt voor in een groot deel van Afrika, bezuiden van de Sahara. De vogel komt voor in verschillende type landschap waaronder savanne, moerassen, oevers van meren en rivieren. Zelden in woestijnen of dicht bos, wel vaak in de buurt van vissersplaatsen en vuilnisbelten, of in de buurt van karkassen waar andere aaseters bezig zijn.

## Status
De grootte van de populatie is niet gekwantificeerd. Men veronderstelt dat de soort in aantal vooruit gaat. Om deze redenen staat de Afrikaanse maraboe als niet bedreigd op de Rode Lijst van de IUCN.

## Afbeeldingen

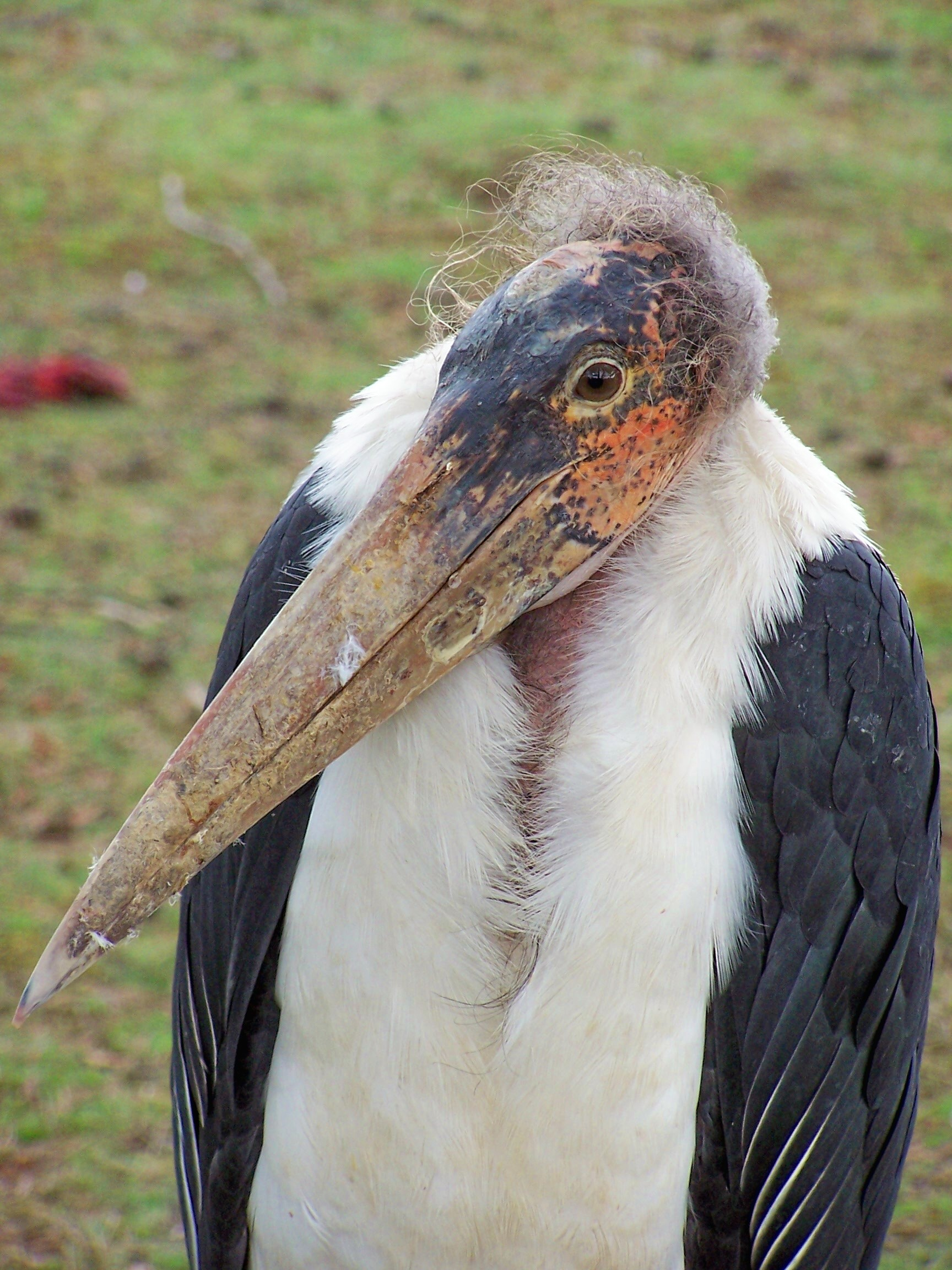
Close-up van een Maraboe
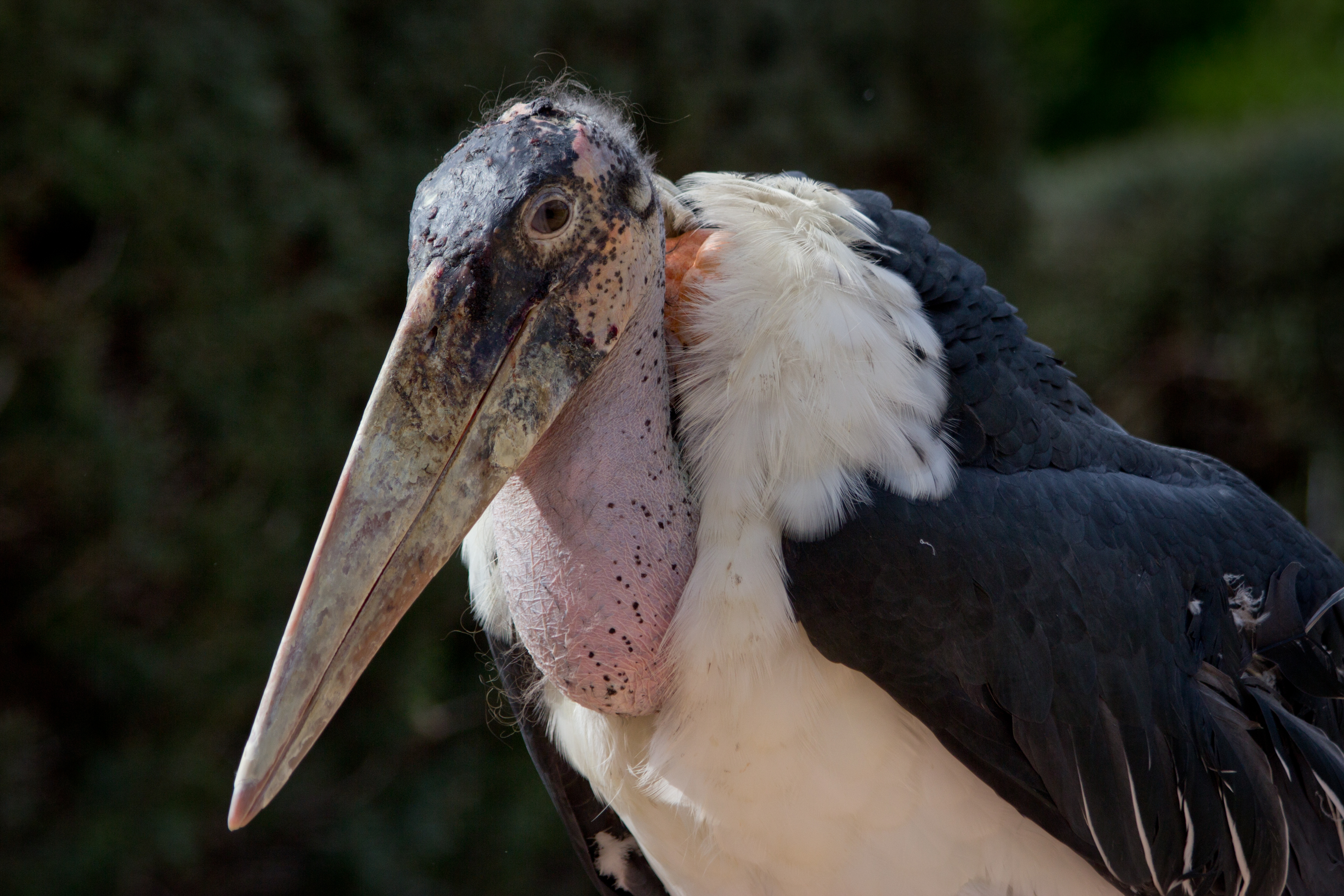
Een Maraboe in Zoo Madrid
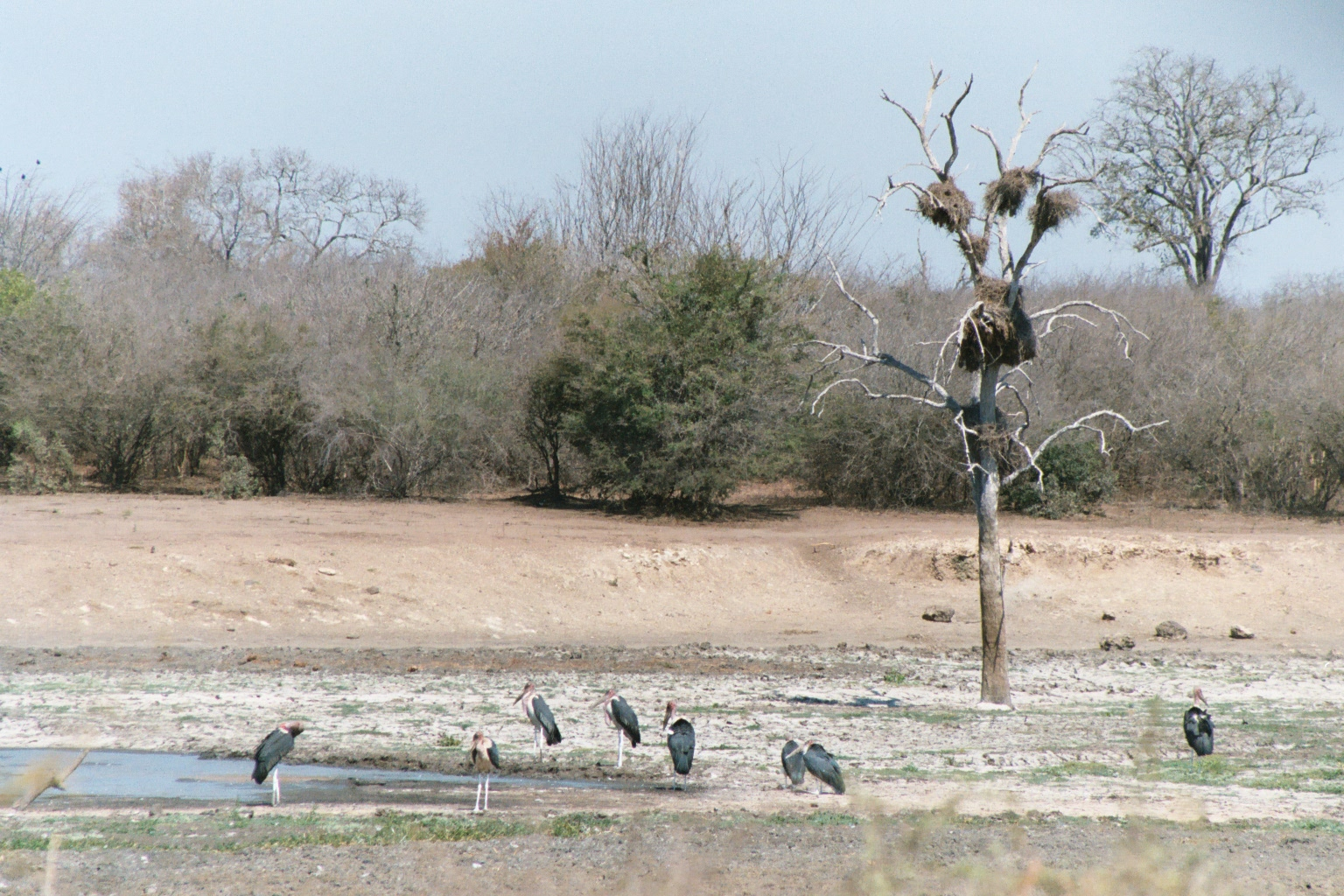
Maraboes op de savanne
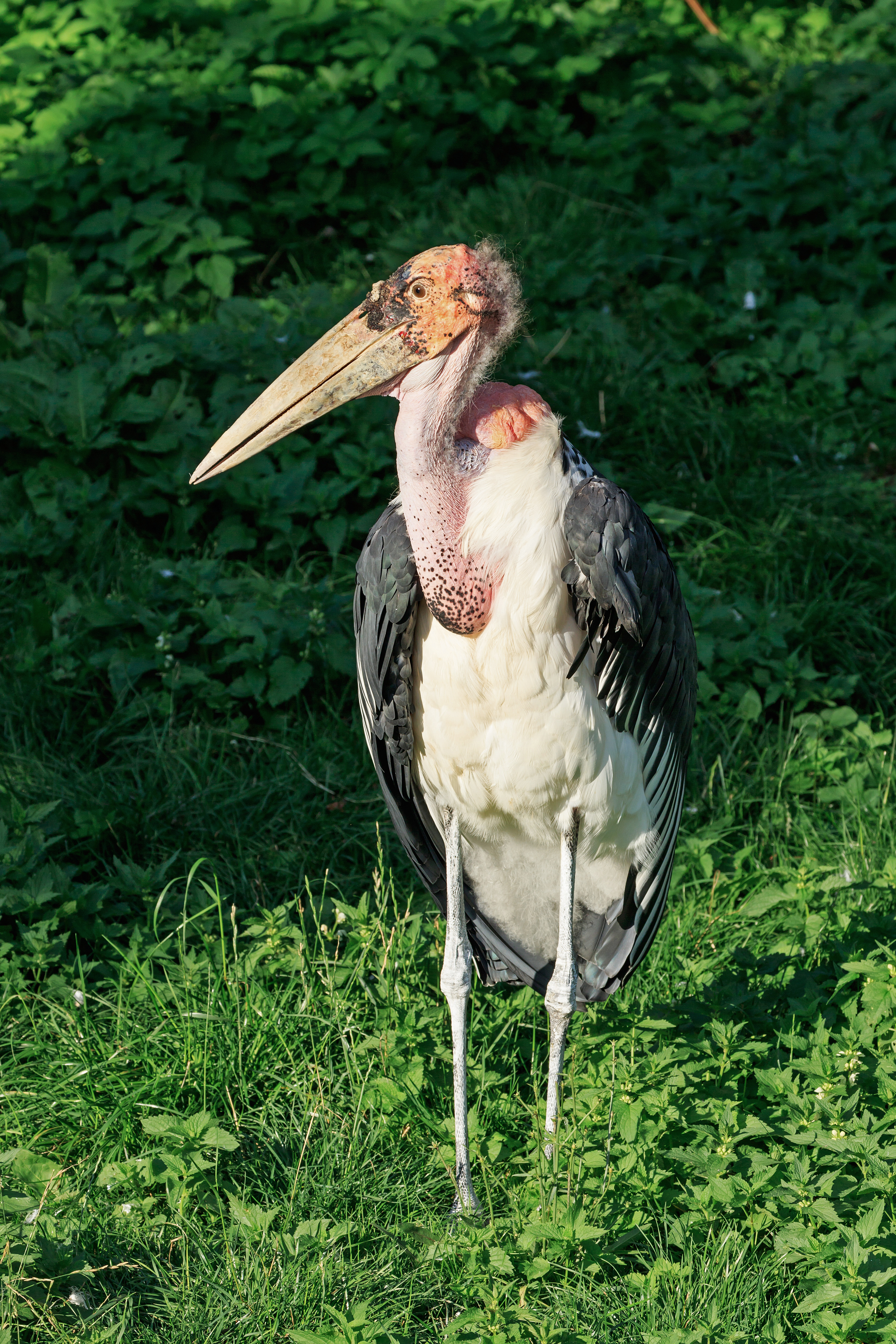
Een Maraboe in Zoo Praag